# Сингапур на юношеских Олимпийских играх
Сингапур принимает участие в юношеских Олимпийских играх: в летних Играх — начиная с Игр 2010 года, в зимних Играх — начиная с Игр 2020 года.
Спортсмены Сингапура на всех юношеских Олимпийских играх выиграли в сумме 9 медалей, из них 2 золотых, все медали завоёваны на летних Играх; в неофициальном медальном зачёте спортивная делегация Сингапура занимает 61-е место.

## Медальный зачёт

### Медали на летних юношеских Олимпийских играх
| Игры              | Участников | Золото | Серебро | Бронза | Всего | Место |
| 2010 Сингапур     | 128        | 0      | 2       | 4      | 6     | 62    |
| 2014 Нанкин       | 18         | 2      | 1       | 0      | 3     | 36    |
| 2018 Буэнос-Айрес | 18         | 0      | 0       | 0      | 0     | —     |
| Всего             | Всего      | 2      | 3       | 4      | 9     | 56    |

### Медали на зимних юношеских Олимпийских играх
| Игры         | Участников | Золото | Серебро | Бронза | Всего | Место |
| 2020 Лозанна | 3          | 0      | 0       | 0      | 0     | —     |
| Всего        | Всего      | 0      | 0       | 0      | 0     | —     |